# Nanhermannia comitalis
Nanhermannia comitalis är en kvalsterart som beskrevs av Berlese 1916. Nanhermannia comitalis ingår i släktet Nanhermannia och familjen Nanhermanniidae. Inga underarter finns listade i Catalogue of Life.